# Sepahsalar Tonekaboni

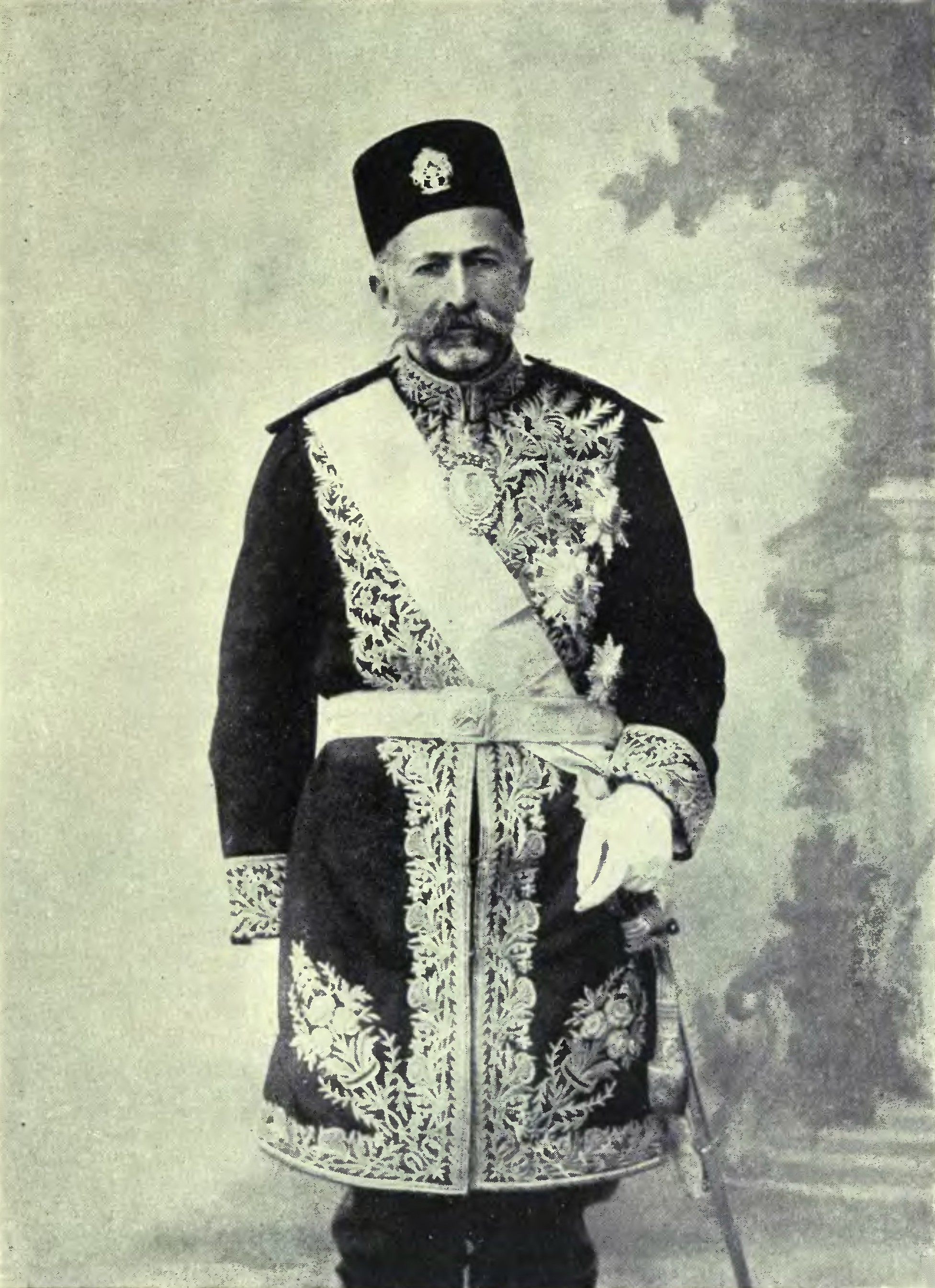
Mohammad Vali Chan Sepahsalar-e Azam-e Tonekaboni

Mohammad Vali Chan, Sepahsālār-e Tonekāboni (persisch محمدولی‌خان سپهسالار تنکابنی‎; * 1847 in Tonekābon; † 1926), bekannt als سپهسالار اعظم تنکابنی Sepahsālār-e A'zam-e Tonekāboni, war 1910 und 1915 Premierminister Irans.

## Leben
Mohammad Vali Chan wurde 1847 in Tonekabon, einer Stadt der Provinz Māzandarān am Kaspischen Meer, geboren. Seine Familie hatte bereits von Aga Mohammed Khan, dem Begründer der Kadscharendynastie Land erhalten. Dementsprechend groß war sein Landbesitz. Er galt als einer der reichsten Männer des Iran. 
Mohammad Vali Chan begann eine militärische Laufbahn. Bereits sein Vater und sein Großvater hatten hohe Positionen in der iranischen Armee unter den Kadscharen-Schahs. Mohammad Vali Chan war Kommandeur der Regionalarmee von Māzandarān. Unter Mozaffar ad-Din Schah wurde er zuständig für die Zollverwaltung an der Nordgrenze des Iran zu Russland. Darüber hinaus wurde er Gouverneur von Astarabad, Ardabil und Gilan. Daneben hatte er hohe Posten im Ministerium für Post und Telegraphie, der Zollverwaltung und der Finanzverwaltung.
Während der Konstitutionellen Revolution von 1906–1911 unterstützte er zunächst Mohammed Ali Schah bei seinem Versuch, die konstitutionelle Regierung und das Parlament aufzulösen und die absolutistische Monarchie wieder zu etablieren. Er war auch am Angriff Mohammad Ali Schahs auf Tabris gegen die konstitutionellen Kräfte angeführt von Sattar Khan beteiligt. 
Nach einem Streit mit dem ehemaligen Premierminister Abdol Madschid Mirza, der das Oberkommando bei der Belagerung von Tabriz beanspruchte, wechselte er die Seiten, unterstützte die konstitutionelle Bewegung gegen Mohammad Ali Schah, marschierte nach Teheran und half mit, Mohammad Ali Schah zu stürzen. 
Nach der erfolgreichen Wiedereinsetzung einer konstitutionellen Regierung wurde Mohammad Vali Chan vom Oktober 1909 bis Juli 1910, vom 19. bis 26. Juli 1911 und vom März 1916 bis Mitte August 1916 Premierminister des Iran. Er unterzeichnete am 6. August 1916 mit dem britischen und russischen Botschafter ein Abkommen, das Russland und Großbritannien berechtigte, je 11.000 Mann iranische Truppen zu rekrutieren, die an die Stelle der Gendarmerie treten sollte. Dafür sollte der Iran die laufenden Darlehnsrückzahlungen aussetzen dürfen. Die Staatseinnahmen sollten von einer gemeinsamen Kommission kontrolliert werden. Russische Zeitungen sprachen bereits davon, dass der Iran nun unter britischem und russischen Protektorat stünden. Ahmad Schah weigerte sich, dieses Abkommen zu unterschreiben und Mohammad Vali Chan trat von seinem Amt als Premierminister zurück. Britische, russische und türkische Truppen hatten den Norden, Süden und Westen des Iran im Laufe der Kampfhandlungen des Ersten Weltkriegs besetzt. Nachdem die Gefahr bestand, dass die türkischen Truppen nach Teheran marschieren würden, floh Mohammad Vali Chan nach Qazwin. Nach dem Ende des Krieges wurde Mohammad Vali Chan 1919 Gouverneur von Aserbaidschan.
1926 verübte Mohammad Vali Chan Selbstmord, nachdem er in erhebliche finanzielle Schwierigkeiten gekommen war. Auslöser war ein Streit mit dem neu berufenen Schatzkanzler Arthur Millspaugh. Millspaugh, der in den Iran gerufen worden war, um ein funktionierendes Steuersystem aufzubauen, hob das von den Schahs der Kadscharen an „treue Staatsdiener“ verliehene Privileg, keine Steuern bezahlen zu müssen, auf. Darunter fiel auch Mohammad Vali Chan, dem nahezu eine halbe Provinz sowie die größten Zitrusplantagen im Norden des Iran gehörten. Als sich die Betroffenen weigerten, die ausstehenden Steuern zu bezahlten, veröffentlichte Millspaugh ihre Namen auf einer „Liste der Steuerbetrüger“ und entsandte Steuereintreiber, die mit Hilfe bewaffneter Polizisten den Steuerforderungen Nachdruck verliehen.